# Glaphyrina
Glaphyrina är ett släkte av snäckor. Glaphyrina ingår i familjen Fasciolariidae.
Kladogram enligt Catalogue of Life:
| Glaphyrina | \| \| Glaphyrina caudata \| \| \| \| \| \| Glaphyrina plicata \| \| \| \| |
|            | \| \| Glaphyrina caudata \| \| \| \| \| \| Glaphyrina plicata \| \| \| \| |
|            | Dolicholatirus                                                            |
|            |                                                                           |
|            | Fasciolaria                                                               |
|            |                                                                           |
|            | Fusinus                                                                   |
|            |                                                                           |
|            | Heilprinia                                                                |
|            |                                                                           |
|            | Latirus                                                                   |
|            |                                                                           |
|            | Leucozonia                                                                |
|            |                                                                           |
|            | Microfulgur                                                               |
|            |                                                                           |
|            | Pleia                                                                     |
|            |                                                                           |
|            | Pleuroploca                                                               |
|            |                                                                           |
|            | Taron                                                                     |
|            |                                                                           |
|            | Teralatirus                                                               |
|            |                                                                           |
|            | Glaphyrina caudata                                                        |
|            |                                                                           |
|            | Glaphyrina plicata                                                        |
|            |                                                                           |

|  | Glaphyrina caudata |
|  |                    |
|  | Glaphyrina plicata |
|  |                    |